# Cooped Up
Cooped Up è un singolo del rapper statunitense Post Malone, pubblicato il 12 maggio 2022 come secondo estratto dal quarto album in studio Twelve Carat Toothache.
Il brano vede la partecipazione del rapper statunitense Roddy Ricch.

## Promozione
Post Malone e Roddy Ricch hanno essguito dal vivo per la prima volta Cooped Up durante la puntata del 14 maggio 2022 del noto talk show Saturday Night Live a New York.